# Ariel Borujow
Ariel Borujow est un ingénieur du son et producteur américain né le 28 juillet 1976 à Suffren dans l'État de New York.

## Parcours
Diplômé de l'Institut de Recherche Audio de Greenwich Village à New York en 1997, il est le cofondateur de Westward Music Group Inc.
Depuis 2008, il est le chef ingénieur et mixeur du Stadium Red studio à Harlem (ancien studio d'Ornette Coleman) à l'angle la 125e rue et de Park avenue. Depuis qu'il a rejoint l'équipe, Ariel a notamment travaillé sur des projets pour des labels et pour des artistes indépendants (Just Blaze, Jeremy Carr, Chachi, Frequency, Mysto & Pizzi, Omen).

## Nouveaux projets
En 2012 il travaille pour une première fois avec des artistes français et mixe à New-York l'album I'm DFMB de Don'tForgetMyBreakfast, projet du musicien Manu Masko, puis pour le groupe Red Cardell, l'album studio Falling in Loveet l'album live Running in Paris, enregistré à La Boule Noire à Pigalle.
En 2013, il crée en parallèle son propre label ImprintOne80 dans le but de faire découvrir de nouveaux talents et signe comme premier artiste Tanya Morgan (en).
En 2014, il collabore une nouvelle fois avec Manu Masko et mixe le premier album éponyme du Celtic Social Club. L'année suivante, en 2015, il enregistre en mai deux concerts acoustiques du collectif donnés dans l'auditorium du Beethoven Pianos sur la 58e rue de Manathan à deux pas du Canergie Hall. Il mixe l'album Unpluggerd New York City extrait de ces deux sessions. Le CD est distribué en France fin octobre par Keltia musique.

## Collaborations
Réputé comme un des meilleurs ingénieurs du son de Manhattan, il a collaboré avec de nombreux artistes internationaux, aussi bien en studio, avec The Black Eyed Peas, Fun Lovin' Criminals, Madonna, Ice-T, Jennifer Lopez, Notorious B.I.G., Puff Daddy, Eminem, Kanye West, T.I. Faith Evans, DJ Green Lantern, Just Blaze, Nicki Minaj, Mac Miller, Ras Kass, Chiddy Bang, DJ Chuckie, Saigon… ou en live, avec Andrea Bocelli, Def Leppard, Lynyrd Skynyrd, Pat Benatar, 3 Doors Down, Rascal Flatts…